# Paweł Krzesiński
Paweł Krzesiński – pułkownik Wojska Polskiego, kardiolog, doktor habilitowany nauk medycznych.

## Życiorys
W 2005 ukończył studia medyczne na Uniwersytecie Medycznym w Łodzi, natomiast 27 października 2010 obronił pracę doktorską Przydatność kardiografii impedancyjnej w leczeniu chorych z nadciśnieniem tętniczym, 19 października 2016 habilitował się na podstawie oceny dorobku naukowego i pracy zatytułowanej Zastosowanie kardiografii impedancyjnej w diagnostyce i optymalizacji leczenia chorych z nadciśnieniem tętniczym (cykl publikacji).
Objął funkcję asystenta w Wojskowym Instytucie Medycznym, a 26 czerwca 2017 został powołany na stanowisko konsultanta w Wojskowej Służbie Zdrowia w dziedzinie kardiologii. Asystent w Wojskowym Instytucie Medycznym. Kierownik Kliniki Kardiologii i Chorób Wewnętrznych Centralnego Szpitala Klinicznego MON.

## Publikacje
- 2005: Rola antocyjanin w zapobieganiu chorobom układu krążenia[1]
- 2005: Wykorzystanie antocyjanin w terapii chorób układu sercowo-naczyniowego[1]
- 2009: Impedance cardiography in the diagnosis of capillary leak syndrome caused by doxorubicin therapy in a patient with myeloma multiplex[1]
- 2016: The hemodynamic patterns in hypertensive men and women of different age[1]
- 2016: Abdominal obesity and hypertension: a double burden to the heart[1]
- 2019: Exercise impedance cardiography reveals impaired hemodynamic responses to exercise in hypertensives with dyspnea.Hypertensives with exercise intolerance[1]